# هنري فوسيلي

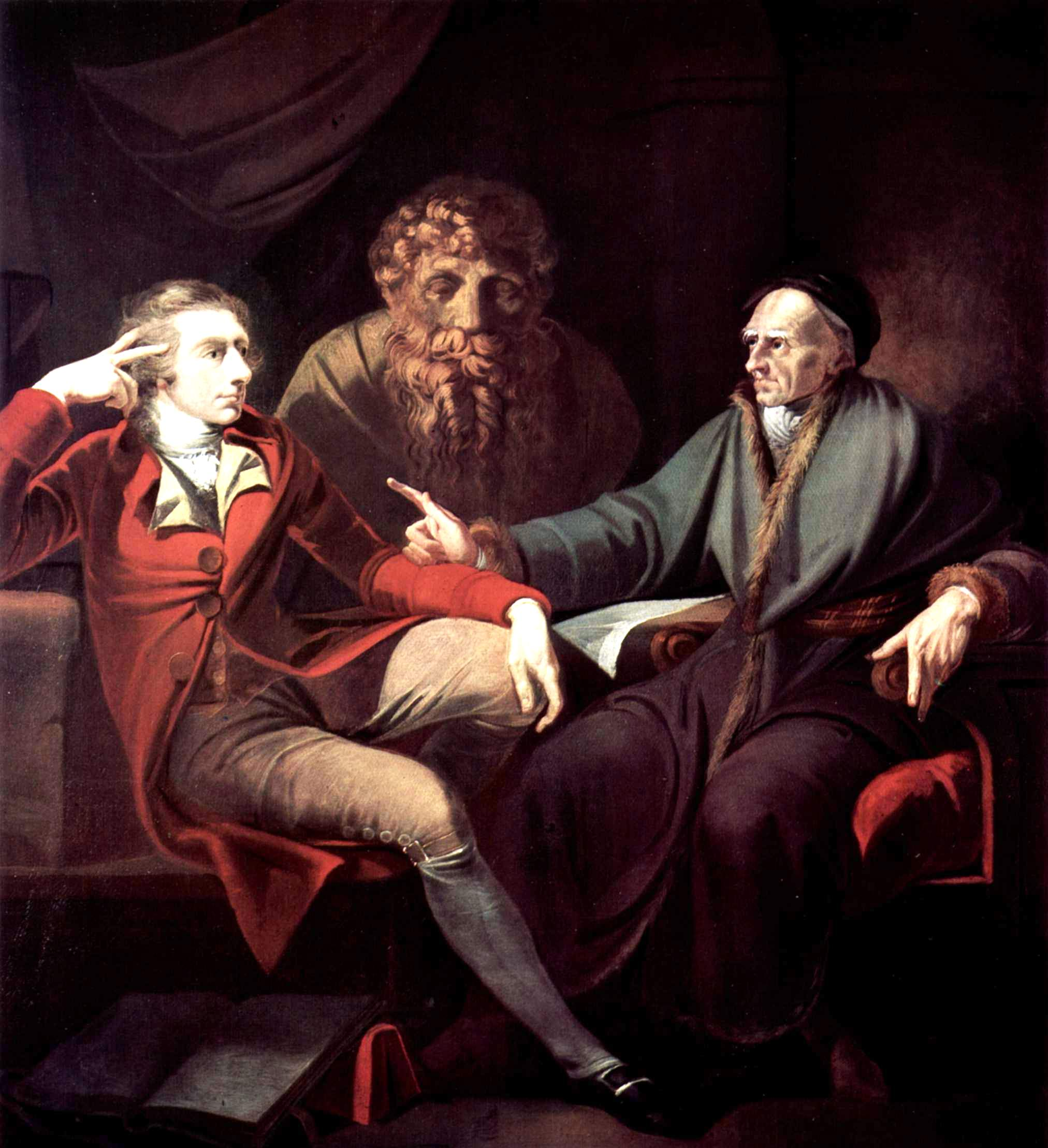
الفنان في حوار مع يوهان جاكوب بودمير (1778-1781).

هنري فوسيلي (بالإنجليزية: Henry Fuseli) أو يوهان هنريش فوسلي (بالألمانية: Johann Heinrich Füssli)ء (7 فبراير 1741 - 16 أبريل 1825) كان فنان رسم بريطاني من أصل ألماني-سويسري.

## سيرته

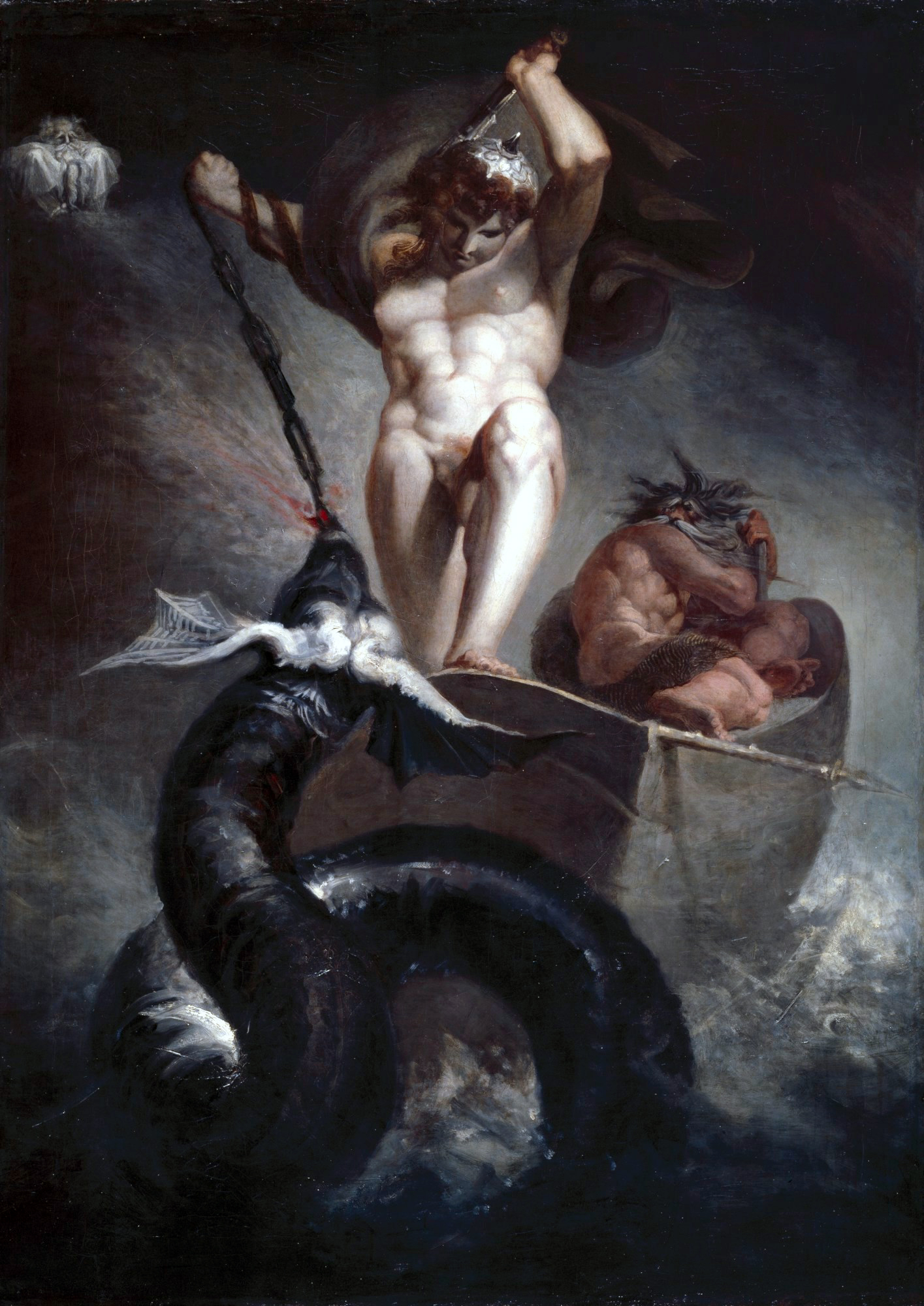
ثور يقاتل ثعبان مدكارد بريشة هنري فوسيلي الأكاديمية الملكية للفنون ، لندن

ولد في سويسرا الثاني لثمانية عشر طفل، والده كان يوهان كاسبر فوسلي، رسام بورتريهات ومناظر طبيعية، أرسل هنري للكنيسة، ثم لكلية كارولين في زيورخ حيث تلقي تعليم ممتاز عن الفن التقليدي «الكلاسيكي» أحد زملائه هناك كان يوهان لافاتير، حيث أصبحا صديقين مقربين.

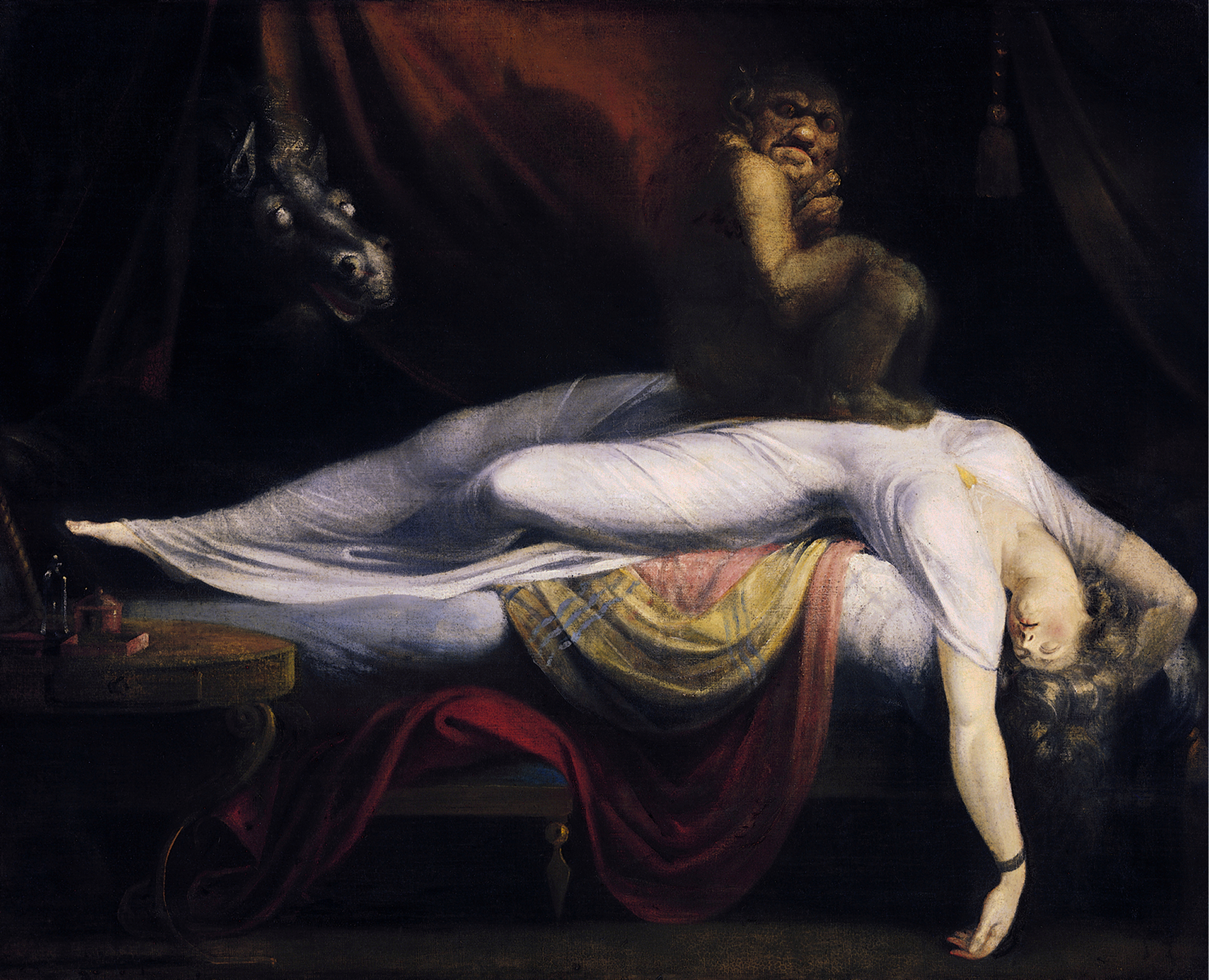
"الكابوس" The Nightmare (1781) من معروضات معهد ديترويت للفنون.

أجبر هنري على مغادرة البلاد عام 1761 بعد أن ساعد صديقه يوهان لافاتير على فضح أحد القضاة الفاسدين، حيث سعت عائلة القاضي القوية للثأر منه. كان سفره الأول في أنحاء ألمانيا، وفي عام 1765 زار إنجلترا، حيث ساند نفسه لبعض الوقت بكتابات شتى. في أخر الأمر تعرف على جوشوا رينولدز أحد أبرز رسامين القرن الثامن عشر، حيث عرض عليه لوحاته، وبإتباع نصيحة جوشوا رينولدز كرس نفسه للرسم. في عام 1770 سافر إلي إيطاليا لدراسة الفن، حيث عكف فيها إلى عام 1778، وغير اسمه من Füssli إلى Fuseli لأنها كانت «أكثر إيطالية».
مؤخراً عام 1779 عاد لبريطانيا، مارا بزيوريخ في طريقه، وأبدع بعض اللوحات الشهيرة لمسرحيات وليم شكسبير، في عام 1788 تزوج صوفيا رولينس «كانت في الأصل أحد النماذج التي قام برسمها»، ألتحق بالمعهد الملكي، بعد ذلك بعامين رقي ليكون أكاديميا.

## روابط خارجية
- هنري فوسيلي على موقع الموسوعة البريطانية (الإنجليزية)
- هنري فوسيلي على موقع ميوزك برينز (الإنجليزية)
- هنري فوسيلي على موقع ديسكوغز (الإنجليزية)